# Adam Lowry
Adam Lowry (ur. 29 marca 1993 w St. Louis, Missouri, USA) – hokeista kanadyjski, gracz ligi NHL.

## Kariera klubowa
- Swift Current Broncos (2009−16.04.2013)
- Winnipeg Jets (16.04.2013−)
  -  St. John’s IceCaps (2013−2014)
  -  Manitoba Moose (2015−2016)

## Sukcesy
Reprezentacyjne
- Srebrny medal mistrzostw świata: 2022

Indywidualne
- Gracz roku ligi WHL (Four Broncos Memorial Trophy) w sezonie 2012−2013